# Hypnum lacunosum
Hypnum lacunosum là một loài Rêu trong họ Hypnaceae. Loài này được (Brid.) Hoffm. ex Brid. mô tả khoa học đầu tiên năm 1819.

## Hình ảnh

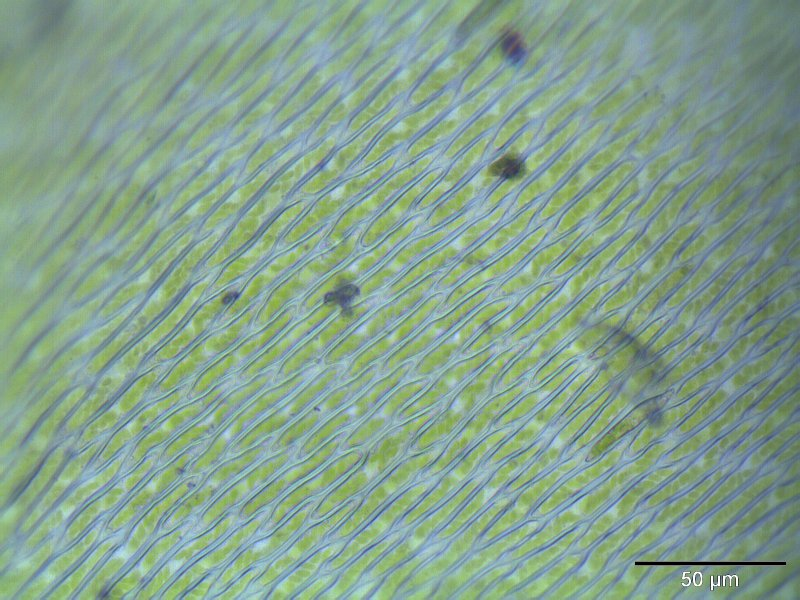